# Andi Osho
Andi Osho (Londra, 27 gennaio 1973) è un'attrice, cabarettista e conduttrice televisiva britannica.

## Biografia
Osho nasce a Plaistow, East London, da genitori nigeriani. Nel 2003, dopo aver lavorato nella produzione televisiva, Osho si dedica alla recitazione. Nel 2006, decide di entrare nella stand-up comedy. Trascorre un certo numero di anni lavorando come receptionist di giorno, mentre migliorava le sue stand-up comedy la sera.
Il 19 giugno 2012, Osho debutta nel medical drama della BBC Holby City nei panni della studentessa di medicina Barbara Alcock per tre episodi. Nel luglio 2014, appare in Finding Carter nel ruolo di Susan Sherman. Tra il 2016 e il 2018 ha presentato Supershoppers con Anna Richardson su Channel 4, ma viene sostituita da Sabrina Grant. Partecipato e vince £ 7.000 per beneficenza in un'edizione di The Chase su ITV. Osho appare in Lights Out e Shazam! di David F. Sandberg. Nel 2021, Osho appare nella sesta stagione della serie drammatica procedurale poliziesca Line of Duty. Il romanzo d'esordio di Osho, Asking for a Friend, viene pubblicato nel 2021.

## Film
- The N7, 2003, cortometraggio
- U Be Dead, 2009, film TV
- Swinging with the Finkels, 2011
- Scenes from Django Unchained, 2013, cortometraggio
- The Grid, 2015, cortometraggio
- That's Me Mr. Fantastic, 2015, cortometraggio
- Lights Out, 2016
- Daipool, 2017, cortometraggio
- Shazam!, 2019
- Jane, 2019, cortometraggio
- Max Cloud, 2020
- A Castle for Christmas, 2021

## Doppiatrici italiane
Nelle versioni in italiano delle opere in cui ha recitato, Andi Osho è stata doppiata da:
- Valentina Perrella in Shazam
- Michela Alborghetti in Un castello per natale
- Emanuela Baroni in Stay Close
- Anna Cugini in Good Omens
- Alessia Amendola in The Sandman
- Roberta Paladini in Sex Education